# Harisa

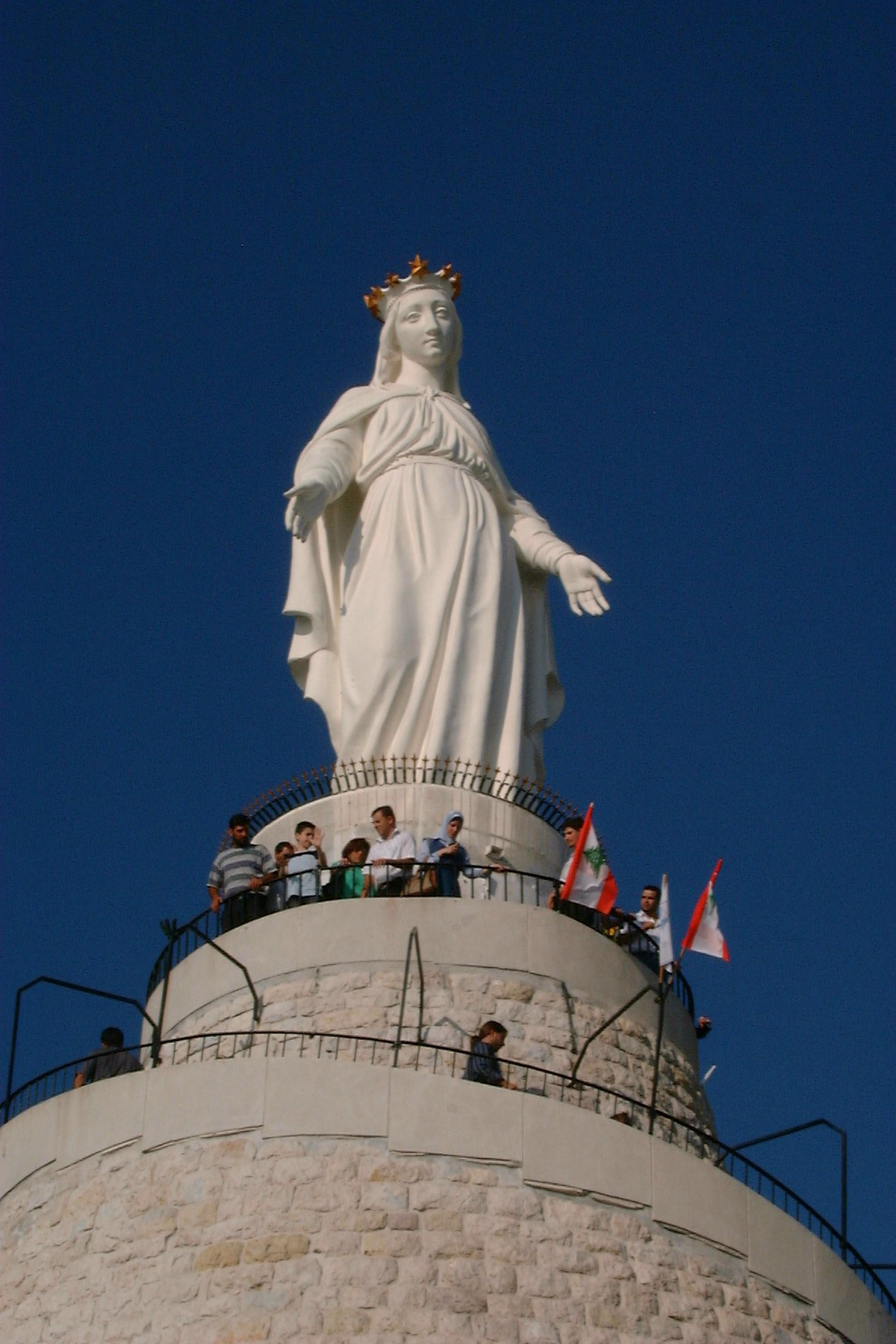
Statua Matki Bożej

Harisa (arab. حريصا, Ḥarīṣā) – miejscowość w Libanie, w kadzie Kasarwan, 20 km od Bejrutu. Harisa jest ważnym centrum pielgrzymek oraz ośrodkiem kultu maryjnego libańskich chrześcijan, którego budowę rozpoczął maronicki patriarcha Eliasz Hoyek w 1904 r., w 50 rocznicę uchwalenia dogmatu o niepokalanym poczęciu.
Sanktuarium Matki Bożej Pani Libanu (arab.: سيدة لبنان, Sayyidat Lubnān; fr. Notre Dame du Liban) stoi na górskim szczycie wznoszącym się nad Dżuniją, z którą łączy je kolejka gondolowa, znana jako "Téléférique". Charakterystycznym elementem krajobrazu jest biały posąg Najświętszej Marii Panny. Wewnątrz bazy statui znajduje się mała kaplica. Tuż obok stoi współczesna, monumentalna katedra maronicka (115 m długości, 67 m szerokości, a jej kopuła wznosi się 62 m nad ziemią). W pobliżu są również kościoły innych wyznań, m.in. melchicka bazylika św. Pawła, położona na południe od pomnika i wybudowana w stylu bizantyjskim w latach 1947-1962. Niedaleko sanktuarium w Harisie znajduje się Nuncjatura Apostolska w Libanie, jak również rezydencje patriarchów katolickich Kościołów wschodnich: maronickiego (Bikirki), ormiańskiego (Bzommar), syriackiego (Szarfa) oraz melchickiego.
10 maja 1997 roku sanktuarium w Harisie odwiedził Jan Paweł II podczas swojej podróży apostolskiej do Libanu.